# Ingvar Fridell
Gustav Ingvar Fridell, född den 14 mars 1923 i Kärnbo, Mariefred, död den 4 maj 2018 i Danderyds kommun, var en svensk lantmätare och samhällsdebattör. Mellan 1975 och 1989 var han ordförande och förbundsdirektör på Sveriges Villaägareförbund.
Efter skolgång i Mariefred och Strängnäs avlade Ingvar Fridell studentexamen vid Strängnäs högre allmänna läroverk 1943. Han studerade lantmäteri vid Kungliga tekniska högskolan (KTH) i Stockholm med examen 1948 och blev teknologie licentiat 1955. Från 1948 arbetade han inom lantmäteriet, bland annat i Vänersborg och Mora, samt som avdelningsdirektör på dåvarande Lantmäteristyrelsen. Mellan 1966 och 1980 var han universitetslektor i Fastighetsteknik vid KTH:s institution för lantmäteri.
År 1971 blev han ordförande för Storstockholms Miljöråd, som var en sammanslutning som arbetade med miljö- och planeringsfrågor med utgångspunkt från det då aktuellt förslag till ny regionplan för Stockholms län.
Ingvar Fridell blev ledamot i styrelsen för Sveriges Villaägareförbund år 1971. År 1974 blev han vice ordförande. Året därefter blev han både förbundsordförande och förbundsdirektör, uppdrag som innehade till 1989. Under hans tid som förbundsordförande arbetade Villaägareförbundet bland annat med konsumentskydd för köpare av nybyggda småhus. Inför valet 1979 ledde han även opinionsbildningen mot höjd fastighetsskatt, vilket resulterade i att fyra av riksdagspartierna utställde "fribrev", med utfästelsen att småhusägarna inte skulle drabbas hårdare än andra av stigande taxeringsvärden vid fastighetstaxeringen 1981. Han verkade även som expert och ledamot i flera statliga utredningar inom bostadsområdet.
Efter sin pensionering arbetade Ingvar Fridell under en tid som konsult åt Skattebetalarnas förening. Därefter var han fortsatt engagerad i som debattör i bostads-, skatte- och pensionsfrågor. Ingvar Fridell är begravd på Djursholms begravningsplats.